# Jorge Siches
Jorge Siches (f. Buenos Aires, 14 de septiembre de 1935) fue un militar argentino, perteneciente a la Armada, que se desempeñó como gobernador del Territorio Nacional de Tierra del Fuego entre 1932 y 1935.

## Biografía
Ingresó a la Armada Argentina, integrando la Promoción 31 de la Escuela Naval Militar en 1906.
Fue comandante del transporte ARA Río Negro y en 1924 fue segundo comandante del 45.° viaje de instrucción de la fragata ARA Presidente Sarmiento. En 1926 fue designado director de la Escuela de Aeroestación Naval. Se retiró del servicio, con rango de capitán de fragata en 1930.
En junio de 1932 fue designado gobernador del Territorio Nacional de Tierra del Fuego por el presidente Agustín Pedro Justo. Durante su mandato, se concluyeron las obras de la escuela N.° 1 de Ushuaia y se construyó una línea telefónica entre dicha ciudad y las estancias en la costa del canal Beagle. El comisario Francisco Medina descubrió el Paso Garibaldi y se estableció un correo a caballo entre Ushuaia y Río Grande, localidad que recibía vuelos de la Aeroposta Argentina.
Ocupó el cargo hasta su muerte en septiembre de 1935 en Buenos Aires, siendo el primer gobernador del Territorio en fallecer en funciones.